# Istruzione in Svezia
In Svezia la scuola è obbligatoria dal compimento di 6 anni al compimento di 16 anni. L'anno scolastico è suddiviso in due semestri: il primo inizia alla fine di agosto e dura fino a metà gennaio, il secondo va da metà gennaio all'inizio di giugno.
L'Homeschooling è illegale ed è permesso solo in circostanze eccezionali. 
Nel 2008, le statistiche hanno mostrato tra tutti gli svedesi di 25-64 anni, il 15% ha completato solo la scuola dell'obbligo, il 46% solo l'istruzione secondaria superiore, il 14% solo istruzione post-secondaria inferiore a 3 anni, e il 22% istruzione post-secondaria di 3 anni o più. Le donne sono più istruite degli uomini (26% delle donne contro il 19% degli uomini hanno istruzione post-secondaria di 3 anni o più).

## Schema complessivo
| Istruzione | Scuola                                    | Scuola | Designazione | Designazione |
| --- | ----------------------------------------- | --- | ------------ | ------------ |
| Förskoleverksamheten Scuola materna                                                                                        | Förskola Prescolare Età 1–5               | Förskola Prescolare Età 1–5                                                                                   |              |              |
| Förskoleklass Educazione prescolare                                                                                        | Förskoleklass Classe prescolare Età 6     | Förskoleklass Classe prescolare Età 6                                                                         | Årskurs F    | Årskurs F    |
| Grundskoleutbildning Scuola dell'obbligo                                                                                   | Grundskola Scuola dell'obbligo Età 7–16   | Grundskola Scuola dell'obbligo Età 7–16                                                                       | 9:an         | Årskurs 9    |
| Grundskoleutbildning Scuola dell'obbligo                                                                                   | Grundskola Scuola dell'obbligo Età 7–16   | Grundskola Scuola dell'obbligo Età 7–16                                                                       | 8:an         | Årskurs 8    |
| Grundskoleutbildning Scuola dell'obbligo                                                                                   | Grundskola Scuola dell'obbligo Età 7–16   | Grundskola Scuola dell'obbligo Età 7–16                                                                       | 7:an         | Årskurs 7    |
| Grundskoleutbildning Scuola dell'obbligo                                                                                   | Grundskola Scuola dell'obbligo Età 7–16   | Grundskola Scuola dell'obbligo Età 7–16                                                                       | 6:an         | Årskurs 6    |
| Grundskoleutbildning Scuola dell'obbligo                                                                                   | Grundskola Scuola dell'obbligo Età 7–16   | Grundskola Scuola dell'obbligo Età 7–16                                                                       | 5:an         | Årskurs 5    |
| Grundskoleutbildning Scuola dell'obbligo                                                                                   | Grundskola Scuola dell'obbligo Età 7–16   | Grundskola Scuola dell'obbligo Età 7–16                                                                       | 4:an         | Årskurs 4    |
| Grundskoleutbildning Scuola dell'obbligo                                                                                   | Grundskola Scuola dell'obbligo Età 7–16   | Grundskola Scuola dell'obbligo Età 7–16                                                                       | 3:an         | Årskurs 3    |
| Grundskoleutbildning Scuola dell'obbligo                                                                                   | Grundskola Scuola dell'obbligo Età 7–16   | Grundskola Scuola dell'obbligo Età 7–16                                                                       | 2:an         | Årskurs 2    |
| Grundskoleutbildning Scuola dell'obbligo                                                                                   | Grundskola Scuola dell'obbligo Età 7–16   | Grundskola Scuola dell'obbligo Età 7–16                                                                       | 1:an         | Årskurs 1    |
| Gymnasieutbildning Scuola secondaria                                                                                       | Gymnasieskola Scuola secondaria Età 16–19 | Gymnasieskola Scuola secondaria Età 16–19                                                                     | 3:an         | Årskurs 3    |
| Gymnasieutbildning Scuola secondaria                                                                                       | Gymnasieskola Scuola secondaria Età 16–19 | Gymnasieskola Scuola secondaria Età 16–19                                                                     | 2:an         | Årskurs 2    |
| Gymnasieutbildning Scuola secondaria                                                                                       | Gymnasieskola Scuola secondaria Età 16–19 | Gymnasieskola Scuola secondaria Età 16–19                                                                     | 1:an         | Årskurs 1    |
| Grundläggande högskoleutbildning (grundnivå & avancerad nivå) Università (livello laurea breve, laurea magistrale, master) | Universitet Università 2–5 anni           | Högskola Istituto universitario 2–5 anni                                                                      | 5:an         | Årskurs 5    |
| Grundläggande högskoleutbildning (grundnivå & avancerad nivå) Università (livello laurea breve, laurea magistrale, master) | Universitet Università 2–5 anni           | Högskola Istituto universitario 2–5 anni                                                                      | 4:an         | Årskurs 4    |
| Grundläggande högskoleutbildning (grundnivå & avancerad nivå) Università (livello laurea breve, laurea magistrale, master) | Universitet Università 2–5 anni           | Högskola Istituto universitario 2–5 anni                                                                      | 3:an         | Årskurs 3    |
| Grundläggande högskoleutbildning (grundnivå & avancerad nivå) Università (livello laurea breve, laurea magistrale, master) | Universitet Università 2–5 anni           | Högskola Istituto universitario 2–5 anni                                                                      | 2:an         | Årskurs 2    |
| Grundläggande högskoleutbildning (grundnivå & avancerad nivå) Università (livello laurea breve, laurea magistrale, master) | Universitet Università 2–5 anni           | Högskola Istituto universitario 2–5 anni                                                                      | 1:an         | Årskurs 1    |
| Forskarutbildning (forskarnivå) Corso di specializzazione (livello di dottorato)                                           | Universitet Università                    | Högskola som har vetenskapsområde Istituto universitario specializzato in ricerca in una disciplina specifica | 4:e året     | 4:e året     |
| Forskarutbildning (forskarnivå) Corso di specializzazione (livello di dottorato)                                           | Universitet Università                    | Högskola som har vetenskapsområde Istituto universitario specializzato in ricerca in una disciplina specifica | 3:e året     |              |
| Forskarutbildning (forskarnivå) Corso di specializzazione (livello di dottorato)                                           | Universitet Università                    | Högskola som har vetenskapsområde Istituto universitario specializzato in ricerca in una disciplina specifica | 2:a året     |              |
| Forskarutbildning (forskarnivå) Corso di specializzazione (livello di dottorato)                                           | Universitet Università                    | Högskola som har vetenskapsområde Istituto universitario specializzato in ricerca in una disciplina specifica | 1:a året     |              |

## Scuola materna
A partire dal primo anno di età, i bambini possono frequentare le scuole materne che sono facoltative e servono ai bambini a contribuire a fornire un ambiente che stimoli lo sviluppo dell'apprendimento dei bambini, e consente ai genitori di conciliare la vita familiare con il lavoro o gli studi.

## Educazione prescolare
Anch'essa facoltativa, è una scuola frequentata da bambini di 5 anni che combina i metodi pedagogici della scuola materna con quelli della scuola dell'obbligo.

## Scuola dell'obbligo
Tra i 6/7 anni e 15/16 anni i bambini frequentano la scuola dell'obbligo (grundskola), che è divisa in tre cicli e ha una durata di 9 anni; la maggior parte di queste scuole sono gestite dai comuni, ma vi sono anche scuole private, le cosiddette scuole libere.

## Scuola secondaria
La scuola secondaria dura tre anni e si suddivide in programmi scelti dagli studenti in base alle loro competenze. Esistono due tipi di programmi: quelli teorici o liceali e quelli professionali; i primi servono per l'accesso all'università, i secondi per la formazione professionale. La valutazione avviene con le lettere dalla A alla F.

### Organizzazione attuale
I licei sono suddivisi nei seguenti programmi:
- liceo economico
- liceo scientifico
- liceo classico ed artistico
- liceo sociale e media
- liceo tecnologico
- liceo linguistico

Gli istituti professionali sono suddivisi nei seguenti programmi:
- Assistenza all'infanzia e al tempo libero
- Costruzioni ed edilizia
- Elettrotecnica ed energia
- Veicoli e trasporti
- Commercio e amministrazione
- Artigianato
- Alberghiero e turistico
- Meccanica
- Gestione delle risorse naturali
- Ristorazione e alimentazione
- Termotecnica e servizi per l'edilizia
- Socio-sanitario

Le materie comuni sono le seguenti:
- svedese o svedese come seconda lingua
- inglese
- matematica
- storia
- religione
- scienze sociali
- scienze naturali
- sport e salute